# Моллівуд

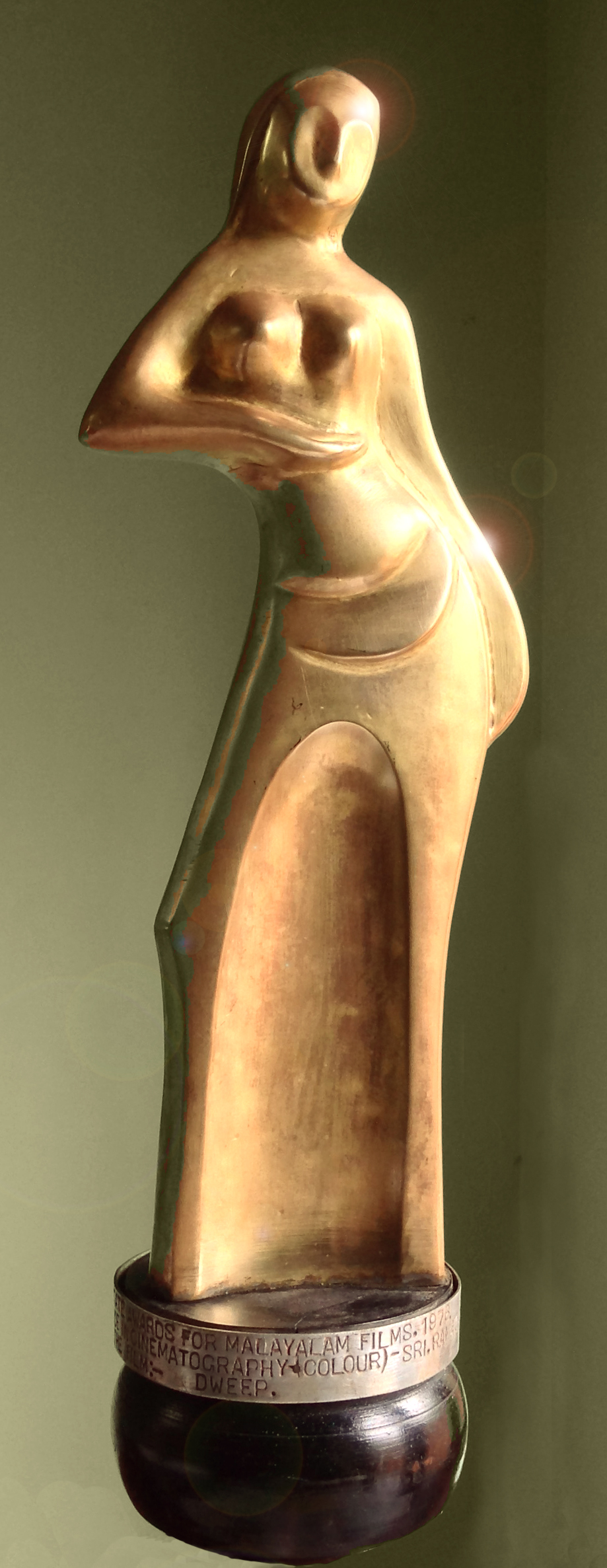
Статуетка переможця за найкращий фільм премії штату Керала

Моллівуд (മലയാളചലച്ചിത്രം) — це неформальна назва кіноіндустрії індійського штату Керала. Створюється на мові малаялам. Головним місцем перебування кінокомпаній є міста Кочі та Тируванантапурам. За обсягом випущених фільмів є четвертою в Індії. Відбувається експорт в інші країни світу. Не слід плутати з мормонською кіноіндустрією, яку також іноді називають Моллівуд.

## Історія

### Британській період
В часи панування Великої Британії кінематограф у штаті Керала практично не було розвинено. Перші спроби створити хоча б якісь фільм починаються у 1920-х роках. Втім до отримання Індією незалежності у 1947 році було створено лише 2 німі фільмі та 3 фільми мовою малаялам.
Перший німий фільм (з супроводом мовою малаялам), що мав назву «Вігатакумаран», знімався з 1928 до 1930 року, вийшов на екран 23 жовтня. Її режисер Жозеф Челайя Даніель Надар відкрив першу кіностудію «Траванкор Нашенел Пікчерз Лімітед». Другий німий фільм називався «Мартанда Варма» (1933 рік).
Після цього тривалий час кінофільми не знімалися. Цікаво, що звукове кіно мовою малаялам стали знімати за підтримки тамільських продюсерів. Першим звуковим фільмом, де герої розмовляли малаяламом був «Балан» 1938 року. Його зняв в Мадрасі С.Ноттані. У 1940 році вийшов другий звуковий фільм «Гнанамбіка» того ж самого режисера, у 1941 року — «Прахлада» (режисер К. Субрамоніан).
У 1907 році у місті Тріссур було відкрито 1-й кінозал в Кералі. Його було обладнано кінопроєктором з ручним керуванням. У 1913 в цьому ж місті (район Оллур) Жозе Каттуккаран відкрив перший постійний кінотеатр «Жозе Електрікал Біоскоп».

### 1947-1990-ті роки
З отримання самостійності поступово починається справжнє становлення малаяламського кінематографа. В цьому значна заслуга керівництва штату Керала. В результаті з 6 фільмів на рік у 1950-х роках обсяг створених кінопродуктів виріс до 127 на рік у 1980 році.
У 1947 році створено першу кіностудії у Аллепей (штат Керала) «Удай-студії», що поклало основу Моллівуда. Першим малаяламським режисером став Джозеф Черіан, який у 1948 році зняв фільм «Нірмала», де разом з членами своєї родини виконав більшість ролей. Він започаткував стиль, що полягав у використанні в кіно малаяламських пісень та музики, а також послідовності пісні — за нею танцю. У 1949 році вийшов перший фільм, створений у штаті Керала — «Веллінакшатрам».
У 1950-1960-х роках основними темами фільм була соціальна справедливість (боротьба з класовою і кастовою несправедливістю, залишками феодальних установ), поневіряння героїв, національні традиції та історія. Водночас в цей час відбувається вплив на малаяламський кінематограф з боку Боллівуду та Коллівуду, європейського кінематографа. У 1961 році виходить перший кольоровий фільм «Кандам Бача Коат».
У 1965 році фільм «Чеммеен» режисера Раму Каріата вперше виграє Національну премію за найкращий художній фільм («Шварма Камал» — Золотий лотос). Цей успіх сприяв подальшому розвитку Моллівуда: створюються нові кіностудії, збільшується кількість фільм та режисерів, що стали знімати мовою малаялам. У 1969 році започатковано кінопремію штату Керала.
В результаті продовжилося піднесення малаяламського кінематографа. У 1972 році фільм «Сваямварам» режисера Адура Гопалакрішнана було вперше представлено в Італії та Франції на тамтешніх кінофестивалях. В цей період популярними стають міфологічні теми, на які було створено протягом 1957—1980 років численні кінофільми, зокрема «Канчана Зіта», «Куммату», «Сат'яван Савітрі».
У 1980-х роках актуальними стають побутові теми, приділяється більше уваги сатирі й гумору. При цьому продовжують зніматися фільми соціального, історичного та міфологічного спрямування. В цей час жіночі образи в значній кількості фільмів стають провідними.
У 1981 році «Еліппатаям» (режисер А.Гопалейкрішнан) вперше серед малаяламських фільмів здобув міжнародну кінопремію — Британського інституту кінематографії. Фільм 1982 року Падайоттам (режисер Джіджо Пуннусе) став першим широкоформатним фільмом Індії. У 1984 році було знято малаяламською мовою перший індійський фільм в форматі 3D — «Мій дорогий Куттічатхан» (режисер Джіджо Пуннусе). У 1989 році фільм «Піраві» режисера Шаджі Нілакантана Карана здобув Золоту камеру Каннського кінофестивалю.
У 1990-ті роки кількість фільм, що створювалися на Моллівуду постійно збільшувалося, якість та професійний рівень зростали. У 1993 році фільм «О'Фабі» (режисер К.Срікуттан) став першим фільмом, де поєдналися живі актори та мультиплікація. У 1994 році фільм «Свахам» режисера Ш. Н. Карана першим серед малаяламських фільм номіновано на Золоту пальмову гілку Каннського кінофестивалю.
З 1996 року існує Міжнародний кінофестиваль Керали, що відбувається у листопаді-грудні щороку місті Трівандрум. Натепер вважається одним з найзначніших в індійській кіноіндустрії. У 1999 році фільм «Марана Сімхасанам» (режисер Муралі Наїр) вдруге серед малаяламських фільм виграє Золоту камеру Каннського кінофестивалю.

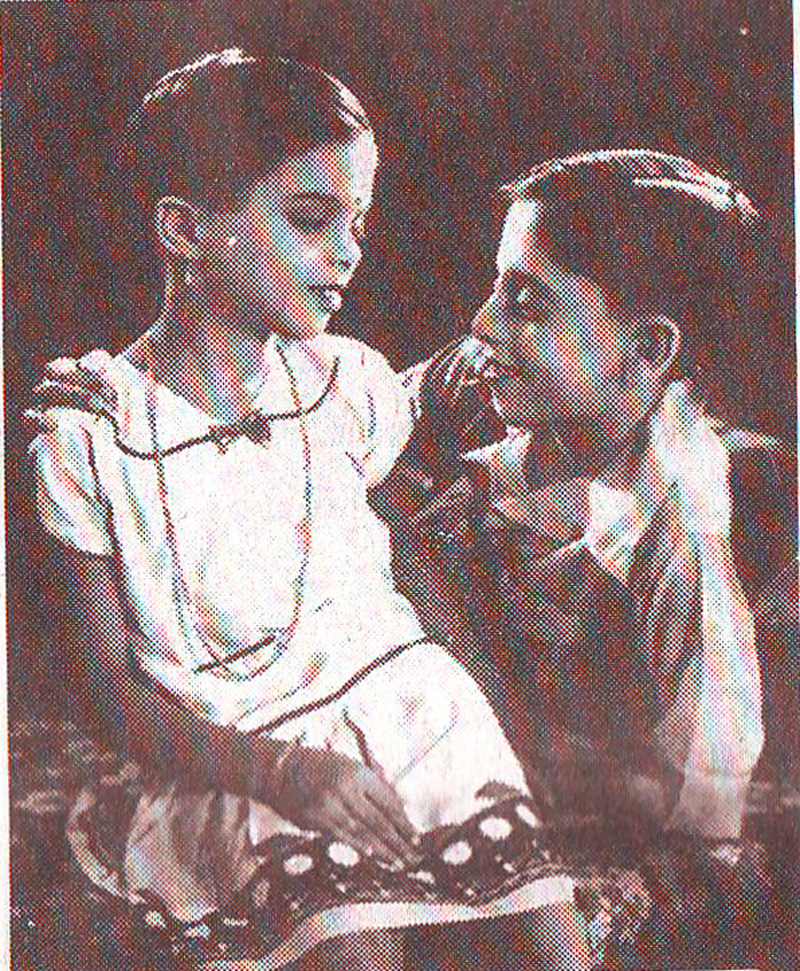
Фільм «Балан»
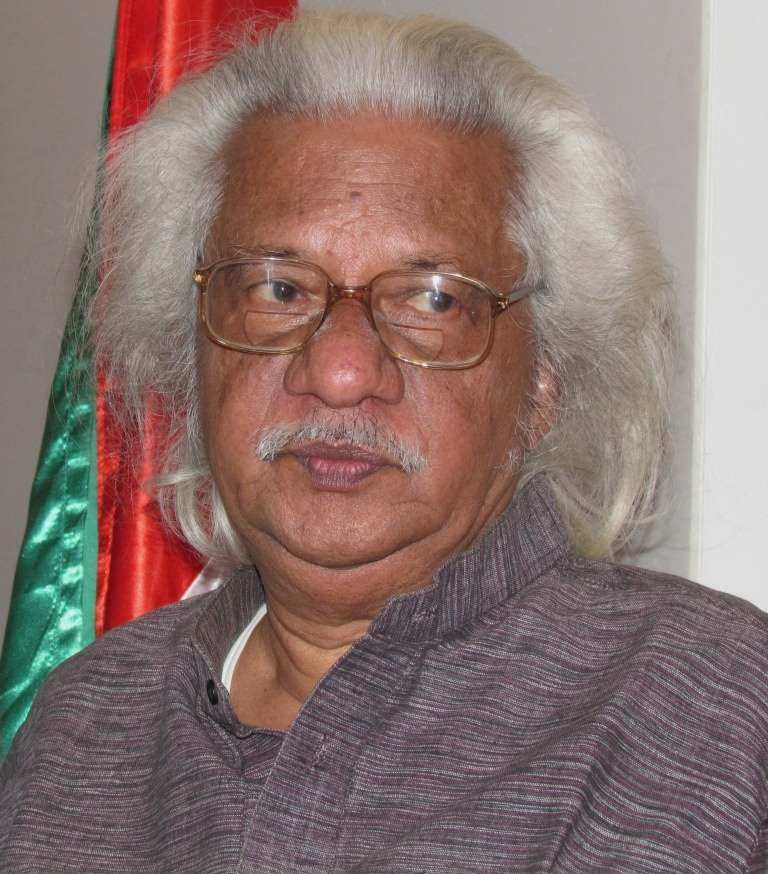
Режисер А.Гопалакрішнан
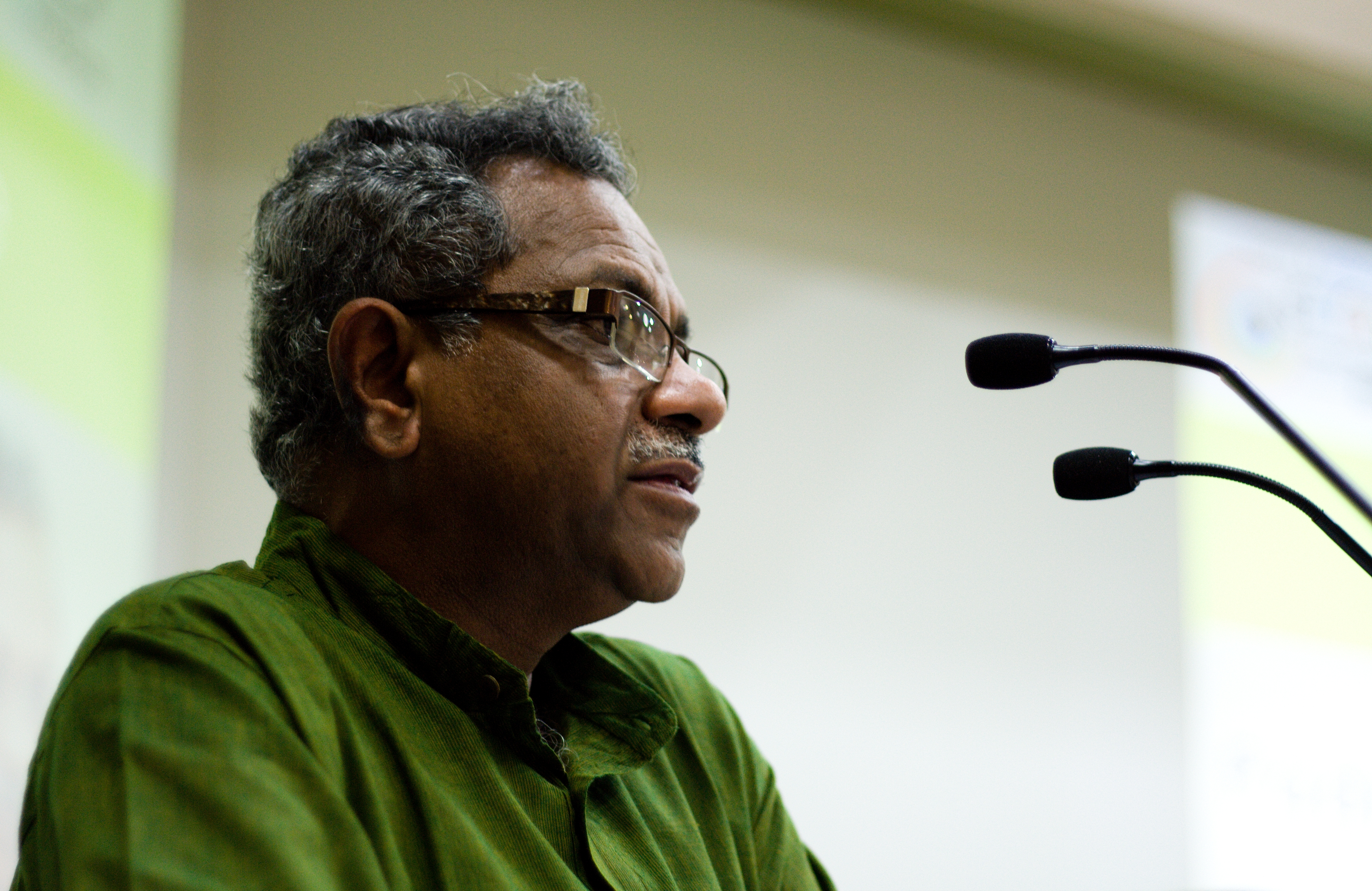
Режисер Ш.Н.Карун
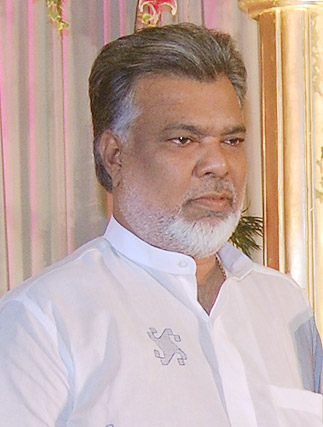
Режисер Джошій
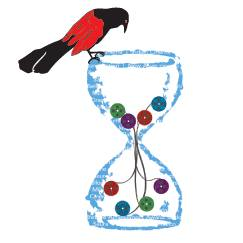
Логотип Міжнародного кінофестивалю Керали
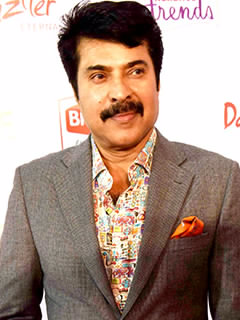
актор-мегазірка Маммутті

### Сучасність
На початку 2000-х років тенденції створення фільм зберігаються: випускалося близько 200 фільмів щорічно. Проте внаслідок відходу деяких режисер від діяльності, становлення шаблонів у створені кінопродукту, якість останнього погіршилася. У 2000—2010 роках відбувається частковий регрес малаяламського кінематографа. Окремим випадком був фільм Муннаматхорал (2006 рік, режисер В. К. Пракаш), де застосовувалися сучасні цифрові технології.
З кризи Моллівуд почав виходити після 2010 року. Цей період називають «Нова хвиля». Насамперед режисери приділяють увагу створенню експериментальних фільмів, де превалюють свіжі та незвичайні як для індійського кіно теми, застосовуються нові методи зйомки. У 2011 році фільм «Адамінте Макан Абу» режисера Саліма Ахмеда представляв Індію в кінопремії «Оскар» (США) в номінації на «Найкращий іноземний фільм». Відомими за межами Індії стають малаяламські фільм «Християнські брати» 2011 року (режисер Джошій), «Дріш'ям» 2013 року (режисер Джітху Джозеф), «Перучазі» 2014 року (режисер Арун Вайдьянатхан), «Пулімуруган» 2016 року (режисер Висах). Їх демонстрували у країнах Перської затоки, Австралії, Великої Британії, США, ФРН.

## Компанії
- Удай-студія
- Мерріланд-студія
- Срекрішна
- Аджатха
- Чітралекха
- Ума-студія
- Наводайя
- Чітранджалі

## Відомі актори
- Недумуді Вену
- Тхілакан
- Джагатхі Шрікумар
- Маммутті
- Моханлал
- Нітх'яхата Наякан Прем Назір
- Мадху
- Джаян
- Бгавана
- Суреш Гопі
- Джанапрійя Наякан Діліп
- Прітхвірадж
- Дулкар Салман